# Niżnia Młynarzowa Przełęcz
Niżnia Młynarzowa Przełęcz (słow. Nižné Mlynárovo sedlo, 2042 m) – przełęcz w masywie Młynarza w słowackich Tatrach Wysokich. Znajduje się w jego głównej grani pomiędzy północnym wierzchołkiem Wielkiego Młynarza (ok. 2170 m) a Pośrednim Młynarzem (2077 m). Ma dwa siodełka, niższe z nich jest północne. Oddziela je turniczka, z której na północ opada 10-metrowej wysokości ścianka przecięta rysą. Od południowej strony na turniczkę można wejść bez trudności, można ją też łatwo obejść po zachodniej stronie.
Na zachód, do Doliny Żabich Stawów Białczańskich z Niżniej Młynarzowej Przełęczy opada niebyt stroma, częściowo trawiasta, częściowo piarżysta i płytka depresja. Około 60 m poniżej grani łączy się z depresją opadającą z Młynarzowej Szczerbiny. Na wschód opada z przełęczy Młynarzowy Żleb. 

## Drogi wspinaczkowe
1. Od zachodu (znad Wyżniego Żabiego Stawu Białczańskiego); 0+, kilka miejsc I w skali tatrzańskiej, czas przejścia 1 godz.,
2. Młynarzowym Żlebem (droga zimowa); II, lód 55°, w dwóch miejscach 70°, 3 godz.,
3. Młynarzowym Żlebem (droga letnia); II, lód 55°, 2 godz.[3]

Masyw Młynarza jest zamknięty dla turystów i taterników (obszar ochrony ścisłej Tatrzańskiego Parku Narodowego).